# Doug Sharp
Doug Sharp, född den 27 november 1969 i Marion, Ohio, är en amerikansk bobåkare.
Han tog OS-brons i herrarnas fyrmanna i samband med de olympiska bobtävlingarna 2002 i Salt Lake City.